# Lloçol
El lloçol era la quantitat (cànon) que havien de lliurar forçosament, com a destret senyorial, els pagesos al senyor jurisdiccional per usar la ferreria del lloc.